# Digitext
Digitext is een digitale variant van Teletekst, bij deze digitale variant zitten veel verschillen met het huidige teletekst. Zo is het mogelijk om tijdens het raadplegen van Digitext via een klein schermpje het televisieprogramma te blijven volgen. Ook is het mogelijk om spelletjes te spelen.
Op 6 juni 2007 begon Digitext in België, dit was na het Verenigd Koninkrijk het tweede land met het systeem. De televisiezender VT4 kwam met de eerste digitale teletekstversie in België. gevolgd door hun partner VIJFtv. Op 25 juni 2007 kwam VTM als derde Belgische zender met de digitale versie van teletekst. De lancering van Digitext op VTM stond gepland op 15 juni 2007 maar werd uitgesteld. Ondertussen beschikt ook lifestylezender Vitaya over deze technologie
Op dit moment kan men Digitext alleen gebruiken als men in bezit is van een digitaal televisietoestel.
In juni 2016 is Digitext verdwenen op de Belgische VRT.